# Leaders Cup 2017
Navigation
Disneyland Paris 2016 Disneyland Paris 2018
La cinquième édition de la Leaders Cup de basket-ball (ou Disneyland Paris Leaders Cup LNB pour des raisons de parrainage) se déroule du 17 au 19 février 2017 à la Disney Events Arena de Disneyland Paris à Chessy (Seine-et-Marne).

## Contexte
À l'issue de la phase « Aller » de la saison 2016-2017 du championnat de Pro A, les huit premières équipes sont qualifiées pour la compétition. Celle-ci se joue sur trois jours, à partir des quarts de finale, suivant le format des matches à élimination directe.

## Résumé
Les huit équipes qualifiées sont reversées dans deux chapeaux (un chapeau pour les équipes classées de 1 à 4 et un deuxième chapeau pour les équipes classées de 5 à 8) pour le tirage au sort des rencontres.

### Équipes qualifiées
Classement des huit premières équipes de Pro A à l'issue de la 17e journée de la saison 2016-2017 :
| Rang | Équipe               | %  | J  | G  | P | Pp   | Pc   | GA  |
| ---- | -------------------- | -- | -- | -- | - | ---- | ---- | --- |
| 1    | Monaco               | 88 | 17 | 15 | 2 | 1396 | 1166 | 230 |
| 2    | Chalon-sur-Saône     | 76 | 17 | 13 | 4 | 1381 | 1227 | 154 |
| 3    | Pau-Lacq-Orthez      | 71 | 17 | 12 | 5 | 1336 | 1277 | 59  |
| 4    | Nanterre 92          | 65 | 17 | 11 | 6 | 1366 | 1289 | 77  |
| 5    | Lyon-Villeurbanne    | 59 | 17 | 10 | 7 | 1258 | 1260 | -2  |
| 6    | Gravelines-Dunkerque | 59 | 17 | 10 | 7 | 1361 | 1314 | 47  |
| 7    | Strasbourg           | 53 | 17 | 9  | 8 | 1338 | 1273 | 65  |
| 8    | Paris Levallois      | 53 | 17 | 9  | 8 | 1242 | 1190 | 52  |

### Chapeaux
| Pot 1                                            | Pot 2                                                             |
| ------------------------------------------------ | ----------------------------------------------------------------- |
| Monaco Chalon-sur-Saône Pau-Lacq-Orthez Nanterre | Lyon-Villeurbanne Gravelines-Dunkerque Strasbourg Paris-Levallois |

## Tableau
|  | Quarts de finale     | Quarts de finale     | Quarts de finale     | Quarts de finale  |                   |                   | Demi-finales      | Demi-finales      | Demi-finales      | Demi-finales      |  |  | Finale           | Finale           | Finale           | Finale           |
|  |                      |                      |                      |                   |                   |                   |                   |                   |                   |                   |  |  |                  |                  |                  |                  |
|  | 17 février - 13 h    | 17 février - 13 h    | 17 février - 13 h    | 17 février - 13 h |                   |                   | 18 février - 18 h | 18 février - 18 h | 18 février - 18 h | 18 février - 18 h |  |  | 19 février - 17h | 19 février - 17h | 19 février - 17h | 19 février - 17h |
|  | 17 février - 13 h    | 17 février - 13 h    | 17 février - 13 h    | 17 février - 13 h |                   |                   | 18 février - 18 h | 18 février - 18 h | 18 février - 18 h | 18 février - 18 h |  |  | 19 février - 17h | 19 février - 17h | 19 février - 17h | 19 février - 17h |
|  | 3                    | Pau-Lacq-Orthez      | 76                   | 76                |                   |                   | 18 février - 18 h | 18 février - 18 h | 18 février - 18 h | 18 février - 18 h |  |  | 19 février - 17h | 19 février - 17h | 19 février - 17h | 19 février - 17h |
|  | 3                    | Pau-Lacq-Orthez      | 76                   | 76                |                   |                   | 18 février - 18 h | 18 février - 18 h | 18 février - 18 h | 18 février - 18 h |  |  | 19 février - 17h | 19 février - 17h | 19 février - 17h | 19 février - 17h |
|  | 8                    | Paris-Levallois      | 65                   | 65                |                   |                   | 18 février - 18 h | 18 février - 18 h | 18 février - 18 h | 18 février - 18 h |  |  | 19 février - 17h | 19 février - 17h | 19 février - 17h | 19 février - 17h |
|  | 8                    | Paris-Levallois      | 65                   | 65                | Pau-Lacq-Orthez   | Pau-Lacq-Orthez   | 80                | 80                |                   |                   |  |  | 19 février - 17h | 19 février - 17h | 19 février - 17h | 19 février - 17h |
|  | 17 février - 15 h 30 |                      |                      |                   | Pau-Lacq-Orthez   | Pau-Lacq-Orthez   | 80                | 80                |                   |                   |  |  | 19 février - 17h | 19 février - 17h | 19 février - 17h | 19 février - 17h |
|  |                      |                      | Lyon-Villeurbanne    | Lyon-Villeurbanne | 94                | 94                |                   |                   |                   |                   |  |  | 19 février - 17h | 19 février - 17h | 19 février - 17h | 19 février - 17h |
|  | 2                    | Chalon-sur-Saône     | Lyon-Villeurbanne    | Lyon-Villeurbanne | 94                | 94                | 62                | 62                |                   |                   |  |  | 19 février - 17h | 19 février - 17h | 19 février - 17h | 19 février - 17h |
|  | 2                    | Chalon-sur-Saône     | 18 février - 20 h 30 |                   |                   |                   | 62                | 62                |                   |                   |  |  | 19 février - 17h | 19 février - 17h | 19 février - 17h | 19 février - 17h |
|  | 5                    | Lyon-Villeurbanne    | 80                   | 80                |                   |                   |                   |                   |                   |                   |  |  | 19 février - 17h | 19 février - 17h | 19 février - 17h | 19 février - 17h |
|  | 5                    | Lyon-Villeurbanne    | 80                   | 80                | Lyon-Villeurbanne | Lyon-Villeurbanne | 91                | 91                |                   |                   |  |  |                  |                  |                  |                  |
|  | 17 février - 18 h    |                      |                      |                   | Lyon-Villeurbanne | Lyon-Villeurbanne | 91                | 91                |                   |                   |  |  |                  |                  |                  |                  |
|  |                      |                      | Monaco               | Monaco            | 95                | 95                |                   |                   |                   |                   |  |  |                  |                  |                  |                  |
|  | 4                    | Nanterre             | Monaco               | Monaco            | 95                | 95                | 77                | 77                |                   |                   |  |  |                  |                  |                  |                  |
|  | 4                    | Nanterre             |                      |                   |                   |                   |                   |                   |                   |                   |  |  |                  |                  |                  |                  |
|  | 7                    | Strasbourg           | 71                   | 71                |                   |                   |                   |                   |                   |                   |  |  |                  |                  |                  |                  |
|  | 7                    | Strasbourg           | 71                   | 71                | Nanterre          | Nanterre          | 76                | 76                |                   |                   |  |  |                  |                  |                  |                  |
|  | 17 février - 20 h 30 |                      |                      |                   | Nanterre          | Nanterre          | 76                | 76                |                   |                   |  |  |                  |                  |                  |                  |
|  |                      |                      | Monaco               | Monaco            | 81                | 81                |                   |                   |                   |                   |  |  |                  |                  |                  |                  |
|  | 1                    | Monaco               | Monaco               | Monaco            | 81                | 81                | 90                | 90                |                   |                   |  |  |                  |                  |                  |                  |
|  | 1                    | Monaco               |                      |                   |                   |                   |                   | 90                |                   |                   |  |  |                  |                  |                  |                  |
|  | 6                    | Gravelines-Dunkerque | 85                   | 85                |                   |                   |                   |                   |                   |                   |  |  |                  |                  |                  |                  |
|  | 6                    | Gravelines-Dunkerque | 85                   | 85                |                   |                   |                   |                   |                   |                   |  |  |                  |                  |                  |                  |
|  |                      |                      |                      |                   |                   |                   |                   |                   |                   |                   |  |  |                  |                  |                  |                  |

## Rencontres

### Quarts de finale
| 17 février 2017 13 h 00 CET | Statistiques | Pau-Lacq-Orthez                                    | 76-65                    | Paris-Levallois                                   |  | Disneyland Events Arena, Chessy (Disneyland Paris) | SFR Sport 2 |
| 17 février 2017 13 h 00 CET | Statistiques | Score par quart-temps : 19-18, 24-10, 14-22, 19-15 |                          |                                                   |  | Disneyland Events Arena, Chessy (Disneyland Paris) | SFR Sport 2 |
| 17 février 2017 13 h 00 CET | Statistiques | Score par mi-temps : 43-28, 33-37                  |                          |                                                   |  | Disneyland Events Arena, Chessy (Disneyland Paris) | SFR Sport 2 |
| 17 février 2017 13 h 00 CET | Statistiques | Alain Koffi 14 Antywane Robinson 7 D.J. Cooper 10  | Points Rebonds Passes d. | Jason Rich 25 Vincent Poirier 10 Louis Campbell 6 |  | Disneyland Events Arena, Chessy (Disneyland Paris) | SFR Sport 2 |

| 17 février 2017 15 h 30 CET | Statistiques | Chalon-sur-Saône                                   | 62-80                    | Lyon-Villeurbanne                                |  | Disneyland Events Arena, Chessy (Disneyland Paris) | SFR Sport 2 |
| 17 février 2017 15 h 30 CET | Statistiques | Score par quart-temps : 13-30, 19-19, 18-20, 12-11 |                          |                                                  |  | Disneyland Events Arena, Chessy (Disneyland Paris) | SFR Sport 2 |
| 17 février 2017 15 h 30 CET | Statistiques | Score par mi-temps : 32-49, 30-31                  |                          |                                                  |  | Disneyland Events Arena, Chessy (Disneyland Paris) | SFR Sport 2 |
| 17 février 2017 15 h 30 CET | Statistiques | Lance Harris 13 Moustapha Fall 9 John Roberson 7   | Points Rebonds Passes d. | Walter Hodge 14 Darryl Watkins 12 Walter Hodge 5 |  | Disneyland Events Arena, Chessy (Disneyland Paris) | SFR Sport 2 |

| 17 février 2017 18 h 00 CET | Statistiques | Nanterre                                                  | 77-71                    | Strasbourg                                     |  | Disneyland Events Arena, Chessy (Disneyland Paris) | SFR Sport 2 |
| 17 février 2017 18 h 00 CET | Statistiques | Score par quart-temps : 20-20, 13-20, 27-10, 17-21        |                          |                                                |  | Disneyland Events Arena, Chessy (Disneyland Paris) | SFR Sport 2 |
| 17 février 2017 18 h 00 CET | Statistiques | Score par mi-temps : 33-40, 44-31                         |                          |                                                |  | Disneyland Events Arena, Chessy (Disneyland Paris) | SFR Sport 2 |
| 17 février 2017 18 h 00 CET | Statistiques | Heiko Schaffartzik 14 Mathias Lessort 8 Hugo Invernizzi 6 | Points Rebonds Passes d. | Paul Lacombe 22 Romeo Travis 9 Jérémy Leloup 7 |  | Disneyland Events Arena, Chessy (Disneyland Paris) | SFR Sport 2 |

| 17 février 2017 20 h 30 CET | Statistiques | Monaco                                             | 90-85                    | Gravelines-Dunkerque                             |  | Disneyland Events Arena, Chessy (Disneyland Paris) | SFR Sport 2 |
| 17 février 2017 20 h 30 CET | Statistiques | Score par quart-temps : 27-14, 20-22, 27-23, 16-26 |                          |                                                  |  | Disneyland Events Arena, Chessy (Disneyland Paris) | SFR Sport 2 |
| 17 février 2017 20 h 30 CET | Statistiques | Score par mi-temps : 47-36, 43-49                  |                          |                                                  |  | Disneyland Events Arena, Chessy (Disneyland Paris) | SFR Sport 2 |
| 17 février 2017 20 h 30 CET | Statistiques | Serhiy Hladyr 22 Zack Wright 5 Dee Bost 8          | Points Rebonds Passes d. | Justin Cobbs 20 Richard Solomon 8 Justin Cobbs 4 |  | Disneyland Events Arena, Chessy (Disneyland Paris) | SFR Sport 2 |

### Demi-finales
| 18 février 2017 18 h 00 CET | Statistiques | Pau-Lacq-Orthez                                    | 80-94                    | Lyon-Villeurbanne                             |  | Disneyland Events Arena, Chessy (Disneyland Paris) | SFR Sport 2 |
| 18 février 2017 18 h 00 CET | Statistiques | Score par quart-temps : 21-28, 17-23, 17-24, 25-19 |                          |                                               |  | Disneyland Events Arena, Chessy (Disneyland Paris) | SFR Sport 2 |
| 18 février 2017 18 h 00 CET | Statistiques | Score par mi-temps : 38-51, 42-43                  |                          |                                               |  | Disneyland Events Arena, Chessy (Disneyland Paris) | SFR Sport 2 |
| 18 février 2017 18 h 00 CET | Statistiques | Ron Lewis 28 Quatre joueurs 4 D.J. Cooper 8        | Points Rebonds Passes d. | Walter Hodge 18 Adrian Uter 6 Walter Hodge 10 |  | Disneyland Events Arena, Chessy (Disneyland Paris) | SFR Sport 2 |

| 18 février 2017 20 h 30 CET | Statistiques | Nanterre                                                  | 76-81                    | Monaco                                             |  | Disneyland Events Arena, Chessy (Disneyland Paris) | SFR Sport 2 |
| 18 février 2017 20 h 30 CET | Statistiques | Score par quart-temps : 15-21, 22-16, 22-19, 17-25        |                          |                                                    |  | Disneyland Events Arena, Chessy (Disneyland Paris) | SFR Sport 2 |
| 18 février 2017 20 h 30 CET | Statistiques | Score par mi-temps : 37-37, 39-44                         |                          |                                                    |  | Disneyland Events Arena, Chessy (Disneyland Paris) | SFR Sport 2 |
| 18 février 2017 20 h 30 CET | Statistiques | Spencer Butterfield 19 Talib Zanna 8 Heiko Schaffartzik 8 | Points Rebonds Passes d. | Brandon Davies 19 Nik Caner-Medley 8 Zack Wright 7 |  | Disneyland Events Arena, Chessy (Disneyland Paris) | SFR Sport 2 |

### Finale
| 19 février 2017 17 h 00 CET | Statistiques | Lyon-Villeurbanne                                      | 91-95                    | Monaco                                          |  | Disneyland Events Arena, Chessy (Disneyland Paris) | SFR Sport 2 |
| 19 février 2017 17 h 00 CET | Statistiques | Score par quart-temps : 28-19, 20-27, 22-20, 21-29     |                          |                                                 |  | Disneyland Events Arena, Chessy (Disneyland Paris) | SFR Sport 2 |
| 19 février 2017 17 h 00 CET | Statistiques | Score par mi-temps : 48-46, 43-49                      |                          |                                                 |  | Disneyland Events Arena, Chessy (Disneyland Paris) | SFR Sport 2 |
| 19 février 2017 17 h 00 CET | Statistiques | Dragović, Hodge 18 DeMarcus Nelson 7 DeMarcus Nelson 6 | Points Rebonds Passes d. | Bost, Hladyr 22 Bangaly Fofana 10 Zack Wright 7 |  | Disneyland Events Arena, Chessy (Disneyland Paris) | SFR Sport 2 |

## Récompenses

### MVP de la compétition
La LNB a décerné un titre de MVP au meilleur joueur de chaque match de la compétition : 
| Journée          | Joueur          | Équipe            | Évaluation | Points | Rebonds | Passes décisives |
| ---------------- | --------------- | ----------------- | ---------- | ------ | ------- | ---------------- |
| Quarts de finale | D.J. Cooper     | Pau-Lacq-Orthez   | 16         | 11     | 3       | 10               |
| Quarts de finale | Nicolas Lang    | Lyon-Villeurbanne | 7          | 11     | 0       | 1                |
| Quarts de finale | Hugo Invernizzi | Nanterre          | 16         | 10     | 4       | 6                |
| Quarts de finale | Serhiy Hladyr   | Monaco            | 24         | 22     | 1       | 4                |
| Demi-finales     | Walter Hodge    | Lyon-Villeurbanne | 28         | 18     | 2       | 10               |
| Demi-finales     | Amara Sy        | Monaco            | 19         | 16     | 4       | 1                |
| Finale           | Serhiy Hladyr   | Monaco            | 23         | 22     | 1       | 0                |

Serhiy Hladyr est élu MVP de la Leaders Cup 2017.

## Leaders Cup Pro B

### Finale
| 19 février 2017 14 h 00 CET |                                                           | Roanne                              | 88-80                                                                  | Boulogne-sur-Mer |  | Disneyland Events Arena, Chessy (Disneyland Paris) |
| 19 février 2017 14 h 00 CET | Score par quart-temps : 24-16, 21-11, 25-26, 18-27        |                                     |                                                                        |                  |  | Disneyland Events Arena, Chessy (Disneyland Paris) |
| 19 février 2017 14 h 00 CET | Score par mi-temps : 45-27, 43-53                         |                                     |                                                                        |                  |  | Disneyland Events Arena, Chessy (Disneyland Paris) |
| 19 février 2017 14 h 00 CET | Joe Burton 22 Joe Burton 17 Andre Hollins 5 Joe Burton 32 | Points Rebonds Passes d. Évaluation | Grismay Paumier 17 Grismay Paumier 8 Teddy Gipson 4 Grismay Paumier 18 |                  |  | Disneyland Events Arena, Chessy (Disneyland Paris) |

### MVP
La LNB a décerné un titre de MVP au meilleur joueur de la finale : 
| Journée | Joueur     | Équipe            | Évaluation | Points | Rebonds | Passes décisives |
| ------- | ---------- | ----------------- | ---------- | ------ | ------- | ---------------- |
| Finale  | Joe Burton | Chorale de Roanne | 32         | 22     | 17      | 0                |